# Wasabröd
Wasabröd AB er en svensk fødevarevirksomhed. Siden 1999 har virksomheden været ejet af den italienske fødevarevirksomhed Barilla. Virksomheden er verdens største producent af knækbrød.
Wasa sælger knækbrød og andre bageriprodukter i 40 lande, blandt andre i Skandinavien, Tyskland, Frankrig, Italien og USA. Wasa havde længe tre bagerier beliggende i Filipstad i Sverige, Hamar i Norge og Celle i [Tyskland]. I 2010 blev al produktion flyttet fra fabrikken i Hamar til fabrikken i Fillipstad. Virksomhedens marketingskontor ligger i Stockholm.

## Historie
Virksomheden blev grundlagt i Skellefteå i 1919 af Karl Edvard Lundström, under navnet AB Skellefteå Spisbrödsfabrik. I 1931 blev virksomheden flyttet til Filipstad og i 1957 skiftede man navn til AB Wasa Spisbrödsfabrik, i 1964 blev navnet ændret igen, denne gang til Wasabröd AB. Navnet Wasa stammer fra adelsslægten Vasa. I 1967 blev virksomheden fusioneret med Borden Foods i New York og dannede OLW (Old London Wasa) efter Bordens fabrik som hed Old London. I 1982 blev virksomheden solgt til schweiziske Sandoz (senere blev den en del af virksomheden Novartis). I 1999 blev Wasabröd solgt til den italienske fødevarevirksomhed Barilla.